# Duisky
Duisky (Schots-Gaelisch: Duisgidh) is een dorp op de zuidelijk oever van Loch Eil ongeveer 10 kilometer ten westen van Fort William in de Schotse lieutenancy Inverness in het raadsgebied Highland.